# L'Essence du christianisme
L'Essence du christianisme (Das Wesen des Christentums) est un livre de Ludwig Feuerbach publié pour la première fois en 1841. Le livre expose la vision philosophique et critique de Feuerbach sur la religion.

## Influence
Le livre est souvent considéré comme un classique humaniste et l'œuvre principale de son auteur. 
Karl Marx et Friedrich Engels ont été fortement influencés par ce livre, mais critiquèrent l'inconsistance du matérialisme de son auteur. La théorie de l'aliénation de Feuerbach sera récupérée plus tard par Marx pour former sa propre théorie de l'aliénation. 
Max Stirner dirigea son livre L'Unique et sa propriété contre lui. Plutôt qu'une simple polémique entre philosophes, Stirner fait de l'idée feuerbachienne d'un dieu comme abstraction humaine la base de sa critique contre Feuerbach.
Dans les Principes, Feuerbach corrigera cependant le penchant anthropocentrique que comporte sa philosophie de l'homme, pour faire place à une « nature » non dépendante de la raison humaine.

## Extraits
- "La religion repose sur  la différence essentielle de l'homme et de l'animal-les animaux n'ont pas de religion. Les anciens zoographes dénués d'esprit critique assignaient bien à l'éléphant, entre autres propriétés louables, aussi la vertu de religiosité; mais la religion des éléphants appartient au royaume des fables. Cuvier, l'un des plus grands connaisseurs du monde animal, situe, considérations spécifiques à l'appui, l'éléphant à un degré spirituel pas plus élevé que le chien." (premier paragraphe de l'Introduction,1. L'essence de l'homme en général )[2]

## Traductions françaises
- L'Essence du Christianisme, inclus dans Qu'est-ce que la religion ?, éd. Ladrange, Garnier frères, Paris, 1850, traduction de Hermann Ewerbeck
- Essence du christianisme, éd. A. Lacroix, Verboeckhoven & Cie, Paris, 1864, traduction française de Joseph Roy.

## Sources
- (en) Cet article est partiellement ou en totalité issu de l’article de Wikipédia en anglais intitulé « The Essence of Christianity » (voir la liste des auteurs).